# Oliver Williamson
Oliver Eaton Williamson (Superior, 27 de setembro de 1932 – 21 de maio de 2020) foi um administrador e economista norte-americano, conhecido por seu trabalho com custos de transação e teoria da firma. Formado pela MIT Sloan School of Management em 1955 na área de administração, Williamson obteve o mestrado em Stanford em 1960 em administração de negócios, e o doutorado da Universidade de Carnegie Mellon em economia.
Recebeu o Prémio de Ciências Econômicas em Memória de Alfred Nobel de 2009, juntamente com Elinor Ostrom, "pela análise da governança econômica, especialmente dos limites da firma."
Lecionou na Universidade da Califórnia em Berkeley, e foi professor emérito da Haas School of Business.
Morreu no dia 21 de maio de 2020, aos 87 anos, em decorrência de complicações por uma pneumonia.